# Daniel J. Boorstin
Daniel Joseph Boorstin (1 de octubre de 1914-28 de febrero de 2004) fue un historiador estadounidense, profesor, abogado y escritor. Fue bibliotecario (director) de la Biblioteca del Congreso desde 1975 a 1987.

## Vida
Boorstin nació en Atlanta, Georgia, el 1 de octubre de 1914, en una familia judía. Sus padres eran Samuel Aaron (1887-1967) y Dora Olsan (1894-1948) Boorstin. Su padre era un abogado que participó en la defensa de Leo Frank, un superintendente de fábrica judío que fue acusado de la violación y asesinato de una adolescente. Después de que el linchamiento en 1915 de Frank condujera a una oleada de sentimiento antisemita en Georgia, la familia se trasladó a Tulsa, Oklahoma, donde Boorstin fue criado. Se graduó en la High School central de Tulsa en 1930, en la edad de 15 años. Aunque Samuel quería que su hijo fuera a la Universidad de Oklahoma, se convirtiera en abogado y se uniera a su propio bufete de abogados, Daniel quería ir a la Escuela de Leyes de Harvard. Se graduó con los honores más altos (summa cum laude) en Harvard en 1937, después estudió en el Balliol College de Oxford como Rhodes Scholar, recibiendo los grados BA y BCL. 
La American National Biography Online dice que se unió al Partido Comunista en 1938, Luego lo dejó en 1939, cuando Rusia y Alemania invadieron Polonia. En 1940, obtuvo el título de SJD en la Universidad de Yale. Fue contratado como profesor asistente en el Swarthmore College en 1942, donde permaneció durante dos años. En 1944, se convirtió en profesor de la Universidad de Chicago en la que siguió durante 25 años y fue profesor Pitt de Historia e Instituciones Americanas en la Universidad de Cambridge en 1964. Fue director e historiador superior del Museo Nacional de Historia y Tecnología de la Smithsonian Institution (ahora conocido como Museo Nacional de Historia Americana, Centro Behring, de 1973 a 1975. El presidente Gerald Ford nombró a Boorstin Bibliotecario del Congreso, en 1975.
El 9 de abril de 1941, se casó con una graduada del Wellesley College, Ruth Carolyn Frankel (1917-2013). Ella rápidamente se convirtió en su colaboradora y editora para su primer libro, La Ciencia Misteriosa de la Ley, publicado en el mismo año de 1941. Boorstin, con Ruth como su colaboradora, escribió más de 20 libros, incluyendo dos trilogías importantes, una sobre la experiencia americana y la otra sobre la historia intelectual mundial. The Americans: The Democratic Experience, el último libro de la primera trilogía, recibió el Premio Pulitzer de Historia en 1974. La segunda trilogía de Boorstin, The Discoverers, The Creators y The Seekers, examina la historia científica, artística y filosófica de la humanidad, respectivamente. En su "Nota del autor" para el lector de Daniel J. Boorstin (biblioteca moderna, 1995), escribió, "esencial a mi vida y trabajo como escritor fue mi unión en 1941 a Ruth Frankel que ha sido desde entonces mi compañera y redactora de todos mis libros". Su obituario en el Washington Post (6 de diciembre de 2013) cita a Boorstin diciendo: "Sin ella, creo que mis obras habrían sido dos veces más largas y la mitad de legibles".
Dentro de la disciplina de la teoría social, el libro de Boorstin de 1961, The Image: A Guide to Pseudo-events in America, es una descripción temprana de aspectos de la vida americana que más tarde se denominaron hiperrealidad y posmodernidad. En la obra, Boorstin describe cambios en la cultura estadounidense, principalmente debido a la publicidad, donde la reproducción o simulación de un evento se hace más importante o "real" que el propio evento. Sigue acuñando el término pseudo-acontecimiento, que describe los acontecimientos o las actividades que no sirven a ningún otro propósito que ser reproducidos a través de anuncios u otras formas de publicidad. La idea de pseudo-eventos anticipa trabajos posteriores de Jean Baudrillard y Guy Debord. El trabajo es un texto de uso frecuente en los cursos de sociología americana, y las preocupaciones de Boorstin sobre los efectos sociales de la tecnología siguen siendo influyentes.
A Boorstin se le atribuye que "las ideas no necesitan pasaportes de su lugar de origen ni visas para los países en los que entran ... Nosotros, los bibliotecarios del mundo, somos servidores de un mundo indivisible ... Libros e ideas hacen un mundo sin límites."
Cuando el presidente Ford nombró a Boorstin Bibliotecario del Congreso en 1975, el nombramiento fue apoyado por el Gremio de Autores, pero se opusieron los liberales, debido a su conservadurismo y su oposición a la revolución social de finales de los 60 y principios de los 70. Fue atacado por la American Library Association porque Boorstin "no era un administrador de biblioteca". El Senado confirmó la nominación sin debate.
Como bibliotecario de la Biblioteca del Congreso entre 1975 y 1987, Boorstin abrió a los ciudadanos una institución demasiado cerrada con 241 kilómetros de librerías y 19 salas de lectura pero poco accesible incluso para muchos eruditos. Dio la orden de que las grandes puertas de bronce de la biblioteca mayor del mundo permanecieran abiertas, instalando a la entrada mesas y bancos. Fundó un centro para estimular la lectura y organizó conciertos y eventos para el público. Respecto a su orden de mantener las puertas abiertas, dijo: “Decían que eso podía producir corrientes de aire, y yo contesté: ‘Estupendo, eso es justamente lo que necesitamos”.
Boorstin se retiró en 1987, aduciendo que quería dedicarse a escribir a tiempo completo. Murió de neumonía el 28 de febrero de 2004, en Washington D. C.

## Distinciones
- 1959. Premio Bancroft por su obra The Americans: The colonial experience.
- 1966. Medalla Francis Parkman de la Sociedad Americana de historiadores por su obra The Americans: the national experience.
- 1974. Premio Dexter.
- 1974. Premio Pulitzer de Historia.
- 1984. Galardonado en Francia con el título Chevalier de la Légion d'Honneur.
- 1986. Premio Watson-Davis de Historia de la Ciencia por The Discoverers.

## Obra
Boorstin escribió más de 20 libros, incluyendo una trilogía titulada Los Americanos.
- The mysterious science of the law (1941)
- The lost world of Thomas Jefferson (1948)
- The genius of American politics (1952)
- Los Americanos, dividida en:
  - La Experiencia Colonial (1959)
  - La Experiencia Nacional (1966)
  - La Experiencia Democrática (1974)
- The Image: or What Happened to the American Dream (1962)
- Los Descubridores (1983)
- Los Creadores (1992)
- Los Pensadores (1998)